# Ludvig Bergström
Karl Ludvig Bergström, född 4 september 1857, död 3 mars 1932 i Uppsala, var en teologisk författare.
Bergström var lärare vid Fjellstedtska skolan 1881–1883, lektor i kristendom och filosofi vid Uppsala högre allmänna läroverk 1890–1923 och blev teologie hedersdoktor 1927. Bergström försökte i ett flertal kortare skrifter på ett populärvetenskapligt sätt publicera den senaste bibelforskningen.
Bland hans skrifter märks Om Moseböckernas uppkomst (1892), Skapelsen, syndafloden och världsdomen (1899), Vår gamla bibel. Historisk inledning (1902), läroboken Översikt över Israels folks historia (1906) samt Ett barmhärtighetens jätteverk. F. v. Bodelschwingh. (1928).
Ludvig Bergström är begravd på Uppsala gamla kyrkogård.